# جيف هاكيت
جيف هاكيت هو لاعب هوكي الجليد كندي، ولد في 1 يونيو 1968 في لندن في كندا.

## وصلات خارجية
- جيف هاكيت على موقع دوري الهوكي الوطني (الإنجليزية)
- جيف هاكيت على موقع قاعة مشاهير الهوكي (لاعب أن.إتش.أل) (الإنجليزية)
- جيف هاكيت على موقع EliteProspects.com (الإنجليزية)
- جيف هاكيت على موقع Eurohockey.com (الإنجليزية)
- جيف هاكيت على موقع HockeyDB.com (الإنجليزية)
- جيف هاكيت على موقع Hockey-Reference.com (الإنجليزية)